# Église de Saint-Bruno-de-Montarville
 (mars 2020).
Si vous disposez d'ouvrages ou d'articles de référence ou si vous connaissez des sites web de qualité traitant du thème abordé ici, merci de compléter l'article en donnant les références utiles à sa vérifiabilité et en les liant à la section « Notes et références ».
L'église Saint-Bruno est une église catholique construite en 1934 selon les plans de l'architecte René-Rodolphe Tourville. 

## Paroisse
La paroisse de Saint-Bruno-de-Montarville a été érigée canoniquement le 4 août 1842 par Mgr Ignace Bourget. Elle est une subdivision du diocèse de Saint-Jean-Longueuil. Elle faisait partie du diocèse de Montréal jusqu'en 1933.
Le territoire paroissial faisait auparavant partie de la seigneurie de Montarville, annexe à la seigneurie de Boucherville. Un lieu de culte était déjà installé sur le mont Saint-Bruno, mais une nouvelle église dut être construite de 1849 à 1851 à la demande de Pierre-Marie Migneault, alors curé de Chambly.
Un grave incendie ravagea l'ancienne église de Saint-Bruno en 1930 : cet événement fut rapporté dans les grands journaux montréalais. L'église actuelle est née de la reconstruction de l'édifice détruit, lorsqu'un nouvel architecte fut engagé.
Au XXe siècle, Mgr Gilles Gervais est curé de la paroisse pendant trente ans. Personnage charismatique, une rue et une école de la ville de Saint-Bruno-de-Montarville portent aujourd'hui son nom. 
Depuis 1988, pour pallier le manque de prêtres, la paroisse est regroupée en une unité pastorale avec la paroisse de Saint-Basile-le-Grand. 

## Responsables de la communauté paroissiale/prêtres/curés
- Pierre-Marie Migneault, curé de Chambly, desservant: 1843-1847
- François-Xavier Caisse: 1847-1848
- Charles Champoux: 1848
- Pierre-Marie Migneault, curé de Chambly, desservant: 1848
- Thomas Pépin, curé de Boucheville, desservant: 1848-185
- Maxime Piette: 1851-1873
- Alexis Pelletier: 1873-1878
- Théophile-Stanislas Provost: 1878-1879
- Godfroy Lamarche, chanoine: 1879-1888
- Jean-Baptiste Beauchemin, desservant: 1888
- Jean-Baptiste Lemonde: 1888-1889
- Norbert-Alphonse Valois: 1889-1906
- Aristide-Joseph Sauriol: 1906-1913
- Joseph David Arthur Champagne: 1913-1916
- Joseph Sévère Renaud: 1916-1918
- Émile Louis André Plante: 1918-1931
- Hermas Lachapelle: 1931-1935
- Xiste Gagnon: 1935-1939
- Mgr Gilles Gervais: 1939-1969
- Lucien Foucreault: 1969-1983
- Yves Le Pain: 1983-1987
- André Foisy: 1988
- Maurice Rainville (Prêtre modérateur): 1996-2004
- Pierre Archambault (Curé): 2004-2010
- Bruno Godin (Curé) : 2010 -2012
- Jean-Claude Boudreau (Curé)2012-